# Consell Regional de Roine-Alps
El Consell regional del Roine-Alps era una assemblea elegida que dirigia la regió de Roine-Alps. La capital regional era Lió. Va desaparèixer el 31 de desembre de 2015.

## Presidents del Consell Regional
- Paul Ribeyre (1974 - 1980)
- Michel Durafour (1980 - 1981)
- Charles Béraudier (1981 - 1988)
- Charles Millon (1988 - 1999)
- Anne-Marie Comparini (1999 - 2004)
- Jean-Jack Queyranne (2004 - 2015)

## Resultats de les eleccions

### Eleccions regionals de 2010
| Cap de llista | Cap de llista        | Lliste                        | Primera volta | Primera volta | Segona volta | Segona volta | Escons | Escons |
| Cap de llista | Cap de llista        | Lliste                        | #             | %             | #            | %            | #      | %      |
| ------------- | -------------------- | ----------------------------- | ------------- | ------------- | ------------ | ------------ | ------ | ------ |
|               | Françoise Grossetête | Majoria presidencial          | 450 914       | 26,39         | 666 428      | 34,02        | 40     | 25,48  |
|               | Jean-Jack Queyranne* | PS i aliats                   | 433 964       | 25,40         | 994 372      | 50,76        | 100    | 63,69  |
|               | Philippe Meirieu     | EÉ                            | 304 541       | 17,82         | 994 372      | 50,76        | 100    | 63,69  |
|               | Élisa Martin         | FG - Alternatifs - PCOF - DVG | 107 761       | 6,31          | 994 372      | 50,76        | 100    | 63,69  |
|               | Bruno Gollnisch      | FN                            | 239 330       | 14,00         | 298 281      | 15,23        | 17     | 10,83  |
|               | Azouz Begag          | MoDem                         | 73 920        | 4,33          |              |              |        |        |
|               | Myriam Combet        | NPA                           | 41 539        | 2,43          |              |              |        |        |
|               | Michel Dulac         | Altres Llistes                | 32 467        | 1,90          |              |              |        |        |
|               | Nathalie Arthaud     | LO                            | 24 287        | 1,42          |              |              |        |        |
|               |                      |                               |               |               |              |              |        |        |
| Inscrits      | Inscrits             | Inscrits                      | 4 092 169     | 100,00        | 4 094 633    | 100,00       |        |        |
| Abstenció     | Abstenció            | Abstenció                     | 2 328 240     | 56,87         | 2 067 099    | 50,48        |        |        |
| Votants       | Votants              | Votants                       | 1 765 929     | 43,13         | 2 027 534    | 49,52        |        |        |
| Blancs i nuls | Blancs i nuls        | Blancs i nuls                 | 58 372        | 3,24          | 68 453       | 3,38         |        |        |
| Vàlids        | Vàlids               | Vàlids                        | 1 708 877     | 96,76         | 1 959 081    | 96,62        |        |        |

### Eleccions regionals de 2004
| Cap de llista | Cap de llista         | Llista                  | Primera volta | Primera volta | Segona volta | Segona volta | Escons | Escons |
| Cap de llista | Cap de llista         | Llista                  | #             | %             | #            | %            | #      | %      |
| ------------- | --------------------- | ----------------------- | ------------- | ------------- | ------------ | ------------ | ------ | ------ |
|               | Jean-Jack Queyranne   | PS - PCF - PRG          | 688 718       | 32,19         | 1 083 755    | 46,52        | 94     | 59,9   |
|               | Gérard Leras          | Les Verts               | 215 783       | 10,09         | 1 083 755    | 46,52        | 94     | 59,9   |
|               | Anne-Marie Comparini* | UDF – UMP - Cap21 - FRS | 667 856       | 31,22         | 889 815      | 38,20        | 45     | 28,7   |
|               | Bruno Gollnisch       | FN                      | 389 565       | 18,21         | 355 864      | 15,28        | 18     | 11,5   |
|               | Roseline Vachetta     | LCR - LO                | 95 524        | 4,47          |              |              |        |        |
|               | Patrick Bertrand      | GRAD – U2R              | 46 611        | 2,18          |              |              |        |        |
|               | Norbert Chetail       | MNR                     | 35 310        | 1,65          |              |              |        |        |
|               |                       |                         |               |               |              |              |        |        |
| Inscrits      | Inscrits              | Inscrits                | 3 739 911     | 100,00        | 3 739 987    | 100,00       |        |        |
| Abstenció     | Abstenció             | Abstenció               | 1 501 327     | 40,14         | 1 333 227    | 35,65        |        |        |
| Votants       | Votants               | Votants                 | 2 238 584     | 59,86         | 2 406 760    | 64,35        |        |        |
| Blancs i nuls | Blancs i nuls         | Blancs i nuls           | 99 217        | 4,43          | 77 326       | 3,21         |        |        |
| Vàlids        | Vàlids                | Vàlids                  | 2 139 367     | 95,57         | 2 329 434    | 96,79        |        |        |

## Composició del consell regional

### 2010 - 2014
El consell regional fou renovat el 21 de març de 2010.. Els consellers elegits són dividits en sis grups.
President del Consell regional (21 de març de 2010) : Jean-Jack Queyranne - PS reelegit
Majoria :
- Grup Socialista, Ecologistes i relacionats (PSEA) : 48 escons
- Grup Europe Écologie Les Verts (EEV) : 36 escons (inicialment 37 : l'elecció d'un dels electes fou anul·lada pel Consell d'Estat el desembre de 2010).[2]
- Grup Front d'Esquerra, Ensemble, Comunistes, Partit d'Esquerra, Esquèrra Unitària i socis (FdG) : 10 escons
- Grup Partit Radical d'Esquerra i relacionats (PRG-APP) : 5 escons

Oposició :
- Grup Unió de la Dreta i del Centre i relacionats (UDC-APP) : 40 escons
- Grup Front national (FN) : 17 escons

### 2004 - 2010
President del Consell regional: Jean-Jack Queyranne - PS
- Non apparentée (ex-PC devenue LCR) : 1 membre
- Comunistes i Republicans (PC): 15 membres
- Partit d'Esquerra i relacionats (PGA): 4 membres
- Grup Verts et relacionats (VERTS-APP) : 20 membres
- Grup Socialista, Ecologista i relacionats (PSEA) : 47 membres
- Partit Radical d'Esquerra (PRG) : 7 membres
- Grup Modem: 8 membres
- Grup de Centre : 10 membres dels quals 2 MD, 4 NC, 3 PRV, i 1 antic UDF
- UMP-RA i relacionats (UMP-RA) : 27 membres dels quals 3 PRV
- Front National (FN) : 18 membres

En novembre de 2007, el Grup de Centre (ex-Grup UDF) s'escindí en 2 Grups : Grup Moviment Demócrata i Grup de Centre.

### 1998 - 2004
President del Consell regional: Charles Millon - UDF-AD després Anne-Marie Comparini – UDF (a partir de 1999)
- UMP i app. : 45 membres
- PS – PRG - DVG i app. : 37 membres
- FN: 15 membres
- UDF: 14 membres
- Les Verts: 9 membres
- Divers Droite : 9 membres
- Europe Identité : 5 membres
- Independents i no adscrits : 5 membres
- Non aparentats : 5 membres

### 1992 - 1998
President del Consell regional: Charles Millon - UDF-PR/DL
- UPF : 55 escons
- PS - MRG : 30 escons
- FN : 29 escons
- GE : 11 escons
- PC : 11 escons
- EE : 10 escons
- DVD: 10 escons
- CPNT : 1 escó

### 1986 - 1992
President del Consell regional: Charles Béraudier - UDF-CDS (1986 - 1988), Charles Millon - UDF-PR (1988 - 1992)
- UDF - RPR : 69 escons
- PS : 78 escons
- FN : 14 escons
- PC : 13 escons
- DVD: 7 escons
- DVG : 2 escons